# 薬師三尊

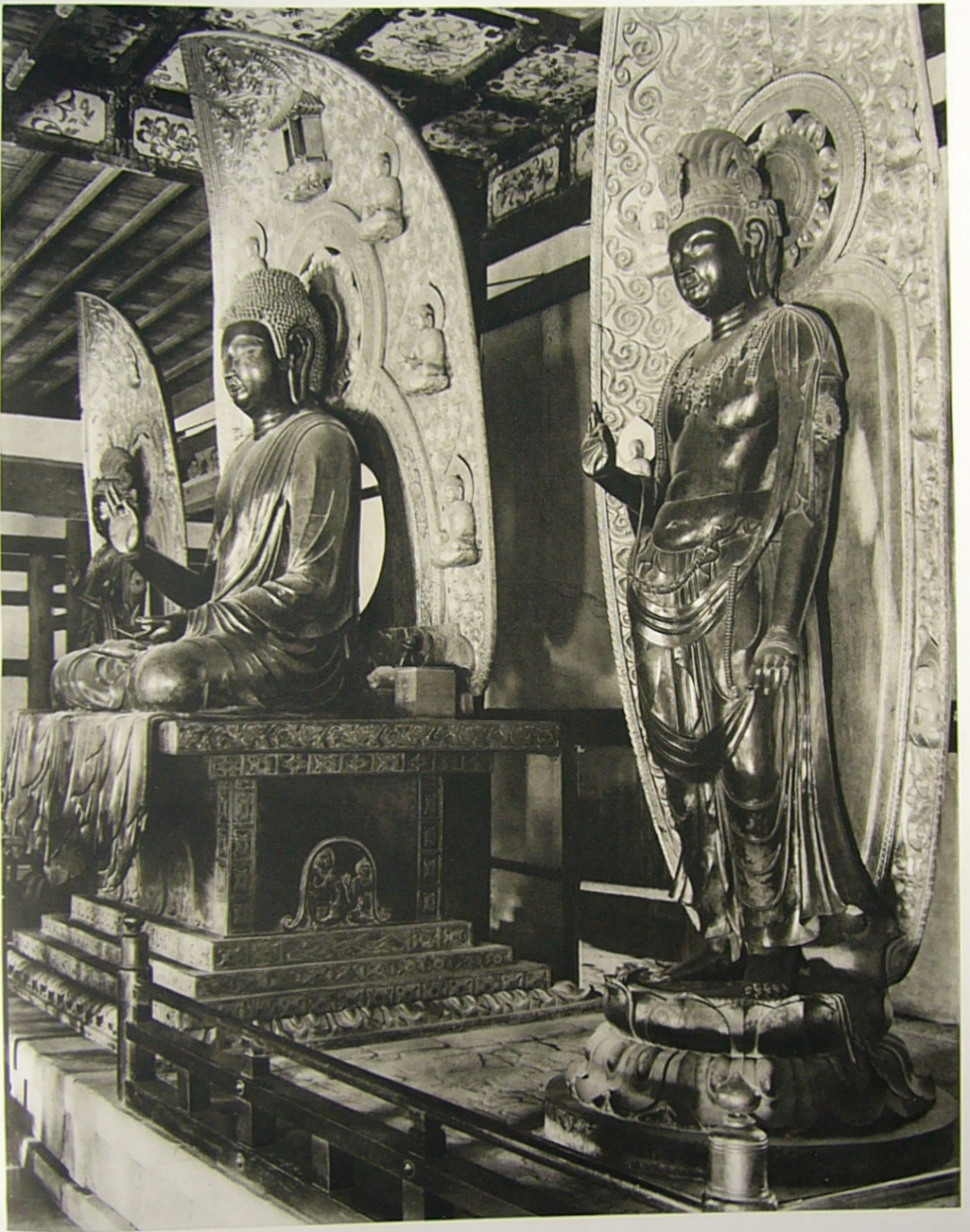
薬師寺旧金堂　薬師三尊

薬師三尊（やくしさんぞん）は、仏教における仏像安置形式の一つである。
薬師如来を中尊とし、日光菩薩を左脇侍、月光菩薩（がっこうぼさつ）を右脇侍とする三尊形式である（この場合の「左」「右」は中尊から見た「左」「右」を指す）。つまり正面から見て左は月光菩薩、右は日光菩薩ということになる。
奈良・薬師寺の金堂本尊像は、日本における薬師三尊像の古例であるとともに、最高傑作の一つである。
薬師寺像のように、中尊を坐像、脇侍を立像とするのが一般的だが、法隆寺大講堂像のように、中尊、脇侍ともに坐像とする場合もある。

## 日光菩薩・月光菩薩
日光菩薩・月光菩薩は、『薬師経（薬師本願経）』に、薬師如来の浄土である東方瑠璃光世界の主要な菩薩であるとして言及されるが、薬師如来の脇侍として造像される以外に、日光菩薩・月光菩薩単独での信仰や造像はないと言ってよい。
日光菩薩は、一千もの光明を発することによって広く天下を照らし、そのことで諸苦の根源たる無明の闇を滅尽するとされ、月光菩薩は月の様な清涼をもって衆生の生死煩悩の焦熱から離れるという意味がある。
図像的には、日光・月光菩薩がそれぞれ日輪・月輪を持つ例が多いが、奈良・薬師寺金堂像のように、古い作例では持物のない場合もある。
なお、日光・月光菩薩が薬師如来以外の像の脇侍になっている場合もある。和歌山・道成寺の本尊千手観音像の脇侍が日光・月光菩薩と呼ばれているのはその例である。
奈良・東大寺法華堂（三月堂）本尊不空羂索観音像の両脇に立つ、塑造日光菩薩・月光菩薩像は天平彫刻の名作として著名であるが、本来の像名は不明で、当初から日光・月光菩薩として造立されたものではないよう（梵天、帝釈天か）である。